# Tim Lagasse
Timothy Lagasse (Milford, New Haven megye, Connecticut, 1969. február 20. –) amerikai bábszínész és rendező.
Legismertebb alakítása Crash a Crash és Bernstein című sorozatban. Az Oobi című sorozatban is szerepelt.

## Élete
A connecticuti Milfordban született. A St. Mary’s Schoolba és a Notre Dame High Schoolba járt. A Connecticuti Egyetemen végzett 1992-ben. Bábművészeti szakon.
Az egyik legkorábbi szerepe Mr. Cook volt a Nickelodeon Allegra’s Window című sorozatában. 2008-ban szerepelt a A Muppets Christmas: Letters to Santa című filmben.
Lagasse emellett a bábművészetet is tanítja, előadásokat tart a Lincoln Center Alapítványnál. 2012-ben Haitire utazott oktatni.

## Filmográfia

### Filmek
| Év   | Magyar cím | Eredeti cím                           | Szerep      | Magyar hang |
| ---- | ---------- | ------------------------------------- | ----------- | ----------- |
| 2008 |            | A Muppets Christmas: Letters to Santa | további báb |             |

### Televíziós szerepek
| Év        | Magyar cím                                 | Eredeti cím                      | Szerep                                                   | Megjegyzések                                             |
| --------- | ------------------------------------------ | -------------------------------- | -------------------------------------------------------- | -------------------------------------------------------- |
| 2019–     |                                            | Helpsters                        | Scatter                                                  | mellékszereplő                                           |
| 2015–2016 | Muppet Show                                | The Muppets                      | további báb                                              | mellékszereplő                                           |
| 2012–2014 | Crash és Bernstein                         | Crash & Bernstein                | Crash (hang)                                             | főszereplő magyar hangja Pusztaszeri Kornél              |
| 2006–2010 |                                            | 'It's a Big Big World            | Wartz, Ick (hang)                                        | főszereplő                                               |
| 2005–2006 |                                            | Johnny and the Sprites           | Basil (hang)                                             | főszereplő                                               |
| 2003–2006 |                                            | 'The Paz Show                    | Paz (hang)                                               | főszereplő                                               |
| 2003–2005 |                                            | Oobi                             | Oobi (hang)                                              | főszereplő                                               |
| 2000–2010 |                                            | Between the Lions                | Arty Smartypants, Barnaby B. Busterfield III, Gus (hang) | főszereplő                                               |
| 2000–     | Szezám utca                                | Sesame Street                    | több báb                                                 | mellékszereplő                                           |
| 1997–2006 | Mackó-show a nagy kék házban               | Bear in the Big Blue House       | Jet Setter Tutter (hang)                                 | mellékszereplők                                          |
| 1996–1998 | A mesebanda − Dr. Seuss kacagtató kacatjai | The Wubbulous World of Dr. Seuss | Zoknis Fox, Junior Kenguru (hang)                        | mellékszereplő magyar hangja Szabó Máté (Junior Kenguru) |
| 1996–1998 |                                            | Once Upon a Tree                 | Jasper, Bleu (hang)                                      | főszereplő                                               |
| 1995      |                                            | Weinerville                      | Loogi edző (hang)                                        | 1 epizód                                                 |
| 1995–1997 |                                            | Nick in the Afternoon            | több báb                                                 | főszereplő                                               |
| 1994–1996 |                                            | Allegra's Window                 | Mr. Cook (hang)                                          | főszereplő                                               |